# Сулимы (Новосанжарский район)
Сулимы (укр. Сулими) — село, Великокобелячковский сельский совет, Новосанжарский район, Полтавская область, Украина.
Код КОАТУУ — 5323480405. Население по переписи 2001 года составляло 13 человек.

## Географическое положение
Село Сулимы находится между реками Волчий и Кобелячка, на расстоянии в 1 км от села Дрижина Гребля (Кобелякский район) и в 1,5 км от сёл Великий Кобелячек, Шелкоплясы и Козубы.